# Casa „George Enescu” din Mihăileni
Casa „George Enescu” din Mihăileni este o casă memorială, monument istoric și centru de excelență pentru studiere a muzicii din Mihăileni, județul Botoșani, Moldova, România. Aceasta a fost reabilitată de Fundația Pro Patrimonio și Ordinul Arhitecților din România. Aceasta a fost construită de părinții mamei lui Enescu pe la 1775 sau 1830. Pe parcursul anului, aici va avea loc programul „Academia de Muzică și Educație pentru Copii” cu scopul de a dezvolta potențialul copiilor din aceste comunități rurale și utilizarea casei, monument istoric, în scop educațional.

## Istoric
Această casă a aparținut familiei mamei lui Enescu, Maria Cosmovici, construită de părinții ei preotul Ioan Cosmovici și soția Zenovia. Sunt păstrate un număr mare de scrisori care au fost trimise de George Enescu (Jurjac) mamei sale care se retrăsese în casa de la Mihăileni spre sfârșitul vieții. Casa George Enescu din Mihăileni a fost donată, în proporție de o treime în 2014 către Fundația Pro Patrimonio, de dr. Mihai Botez, moștenitor direct al compozitorului, restul casei fiind cumpărat de către fundație (prin eforturi și donații private) în 2019. Aici Enescu a compus Simfonia concertantă pentru violoncel și orchestră op.8. În urma unei campanii făcute de Raluca Știrbăț aceasta a fost salvată de Ordinul Arhitecților din România, Fundația Pro Patrimonio și Fundația Remember Enescu. În această casă se află pianul care a aparținut filosofului Mircea Vulcănescu, care a fost donat Casei Enescu de moștenitorii acestuia.

## Legături externe
- Pagina oficială Arhivat în 18 mai 2014, la Wayback Machine.